# 世界絵文字デー
世界絵文字デー（せかいえもじデー、英: World Emoji Day）は、絵文字の使用促進を目的とした記念日。毎年7月17日にSNSの利用者が「#WorldEmojiDay」のハッシュタグをつけて絵文字を用いた投稿を行い記念日を祝う。

## 起源
世界絵文字デーは、絵文字参照サイト「Emojipedia」の創設者であるジェレミー・バージが発案し2014年より始まった。
7月17日に設定されたのは、Appleが提供するiOS用のカレンダーアプリ『カレンダー』を表す絵文字が「JUL 17（7月17日）」となっていることに由来する。なお、この日付は、2002年にAppleが開催したイベント「MacWorld Expo」で『iCal for Mac』（『カレンダー』の前身のソフトウェア）が最初に発表された日付を示している。

## イベント
- 2016年より、過去1年間で最も多く使用された絵文字や人気投票で最も多く票を獲得した絵文字などを発表する賞「World Emoji Awards」が毎年7月17日に実施されている[4][5]。
- 2017年7月17日、アメリカのエンパイア・ステート・ビルディングは世界絵文字デーを記念し黄色にライトアップされた[6]。
- 2019年7月17日から2020年1月6日にかけて、イタリアの国立映画博物館で絵文字などの顔を題材とした芸術作品を展示するイベント「#FacceEmozioni 1500-2020: From Physiognomy to Emojis」が開催された[7]。

## エピソード
- ペプシカナダは、2015年の世界絵文字デーに合わせて、独自の絵文字を使用できるアプリ『#pepsiMoji』を配信し、絵文字が描かれたペプシコーラのボトルと缶も発売した[8][9]。この商品の販売は後に100以上の市場に拡大された[10]。
- オーストラリアの政治家であるジュリー・ビショップ（英語版）はSNS上で絵文字を愛用していることで知られ「絵文字の女王」とも呼ばれているが、彼女の誕生日は世界絵文字デーと同じ7月17日である[11][12]。